# Friðrik Ómar Hjörleifsson
Friðrik Ómar, celým jménem Friðrik Ómar Hjörleifsson (* 4. října 1981 Akureyri, Island) je islandský zpěvák.

## Biografie

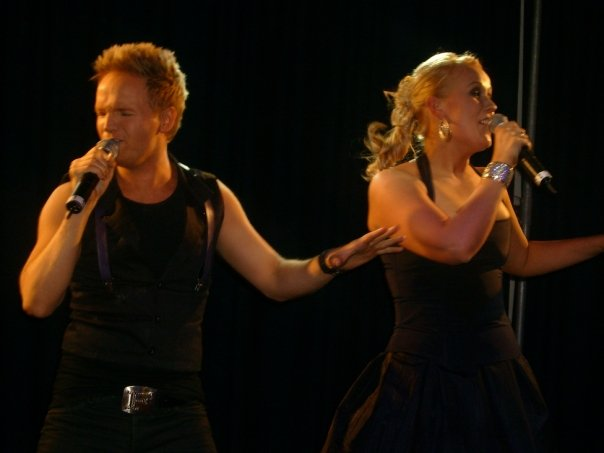
Členové skupiny Eurobandið — Friðrik Ómar Hjörleifsson a Regína Ósk Óskarsdóttir vystupují v londýnském klubu Scala

Friðrik Ómar se narodil 4. října 1981 ve městě Akureyri, na severu Islandu. Je nejmladším ze 3 sourozenců. První roky strávil na farmě Steinsstadir se svými rodiči a prarodiči. O pár let později se přestěhoval do Dalvíku. Zde se jeho hudební kariéra rozvíjela, a když mu jeho starší bratr dal bicí soupravy, bylo mu pouhých 5 let. Jeho první vystoupení se konalo ve školní hře v Dalvíku, když mu bylo 8 let. Hrál i na klavír, a když mu bylo 10 let, napsal svou první píseň pro kytaru. Na základní škole začal vystupovat v řadě kapel se svými spolužáky.
V osmnácti letech měl na kontě již dvě sólová alba. Podílel se na řadě písňových soutěží a v roce 2003 se přestěhoval do Reykjavíku, kde pracoval na své kariéře. Netrvalo to dlouho a dostal roli v muzikálu Tribute to Motown. Od té doby účinkoval v mnoha muzikálech, představeních a koncertech v Broadwayi Reykjavíku, kde dostal možnost pracovat s nejtalentovanějšími umělci v odvětví. Byl frontmanem řady vlastních, menších i větších skupin.
V sérii alb Ég skemmti mér pracoval s Gudrúnem Gunnarsdóttirem, který je představitelem populárních starých islandských písní. Všechna tato alba byla bestsellery a na Islandu dosáhli v prodejnosti zlaté certifikace.
V roce 2006 nazpíval píseň k filmu Válka světů od Tima Burtona s Islandem symfonickým orchestrem.
V roce 2006 vydal album Annan dag a byl nominován na Zpěváka roku v islandských hudebních cenách. V březnu 2006 spojil své síly s islandskou zpěvačkou Regínou Ósk a založili skupinu Eurobandið.
Ve stejném roce se zúčastnil islandského národního výběru Laugardagslögin 2006, kde se ve finále s písní "Það sem verður" umístil na třetím místě.
V roce 2007 zúčastnil přejmenovaného islandského národního kola Söngvakeppni Sjónvarpsins 2007, kde se s písní "Eldur" dostal do finále, kde se umístil na druhém místě.
V roce 2008 reprezentoval Island na Eurovision Song Contest 2008 s srbském Bělehradě jako součást skupiny Eurobandið s jejich píseň "This Is My Life". V semifinále soutěže se umístili na osmém místě a ve finále vybojovali 14. místo, čímž se zasloužil o nejlepší na Islandu od Eurovision Song Contest 2003.
Následující rok byl jedním z vokalistů na Eurovision Song Contest 2009, kdy zemi reprezentovala Jóhanna Guðrún Jónsdóttir s písní "Is It True?".
Později v roce 2009 zahájil spolupráci se zpěvákem Jógvanem Hansenem, kdy vydal islandsko-faerské album Vinalög, které bylo ten rok na Islandu nejprodávanějším albem roku 2009.
Ještě ten rok se připojil k vánoční koncertní sérii Frostroses, která se koná každé Vánoce napříč Islandem. Na programu bylo 18 koncertů, které navštívilo 22 000 diváků a Friðrik Ómar byl jedním z předních zpěváků. Dnes žije ve Stockholmu, kde pracuje.

## Diskografie
- 2006: Annan dag
- 2010: Elvis
- 2012: Outside The Ring
- 2013: Kveðja[4]